# Исобэ, Сата
Сата Исобэ (-Маруяма) (яп. 磯辺サタ, англ. Sata Isobe; р. 19 декабря 1944, Тиба, префектура Тиба, Япония — 18 декабря 2016, Осака, Япония) — японская волейболистка, центральная блокирующая. Чемпионка летних Олимпийских игр 1964 года, чемпионка мира 1962.

## Биография
Начала заниматься волейболом в средней школе города Моригути, а затем играла в команде школы «Ситенодзи» из города Сонедзиро префектуры Осака. В 1962 получила приглашение в базовую команду сборной Японии «Нитибо», в составе которой дважды становилась чемпионкой Японии.
В 1962 дебютировала в национальной сборной Японии, с которой в том же году выиграла «золото» чемпионата мира, а через два года на дебютном для волейбола олимпийском турнире в Токио также стала обладателем высших наград. После олимпийского триумфа завершила игровую карьеру, как и большинство волейболисток сборной страны.
Старший сын Саты Исобэ — Сигэмори Маруяма — принял участие в Олимпийских играх 1988 в соревнованиях по плаванию на спине.  

### Клубная карьера
- …—1962 —  «Ситенодзи Скул» (Сонедзиро);
- 1962—1964 —  «Нитибо» (Кайдзука).

## Достижения

### Клубные
- двукратная чемпионка Японии — 1963, 1964.

### Со сборной Японии
- Олимпийская чемпионка 1964.
- чемпионка мира 1962.